# روابط ایتالیا و کره جنوبی
روابط ایتالیا و کره جنوبی ، روابط خارجی بین ایتالیا و کره جنوبی است . هر دو کشور در ۲۶ ژوئن ۱۸۸۴ روابط دیپلماتیک برقرار کردند.
ایتالیا در سئول سفارت دارد. کره جنوبی هم در رم سفارت دارد.

## تجارت
مطابق ارقام سال ۲۰۰۶ تجارت بین دو کشور قابل اندازه گیری است: 
- از کره به ایتالیا: ۴،۳۰۰،۰۰۰،۰۰۰ دلار آمریکا (دستگاه های ارتباط بی سیم ، اتومبیل ، کشتی)
- از ایتالیا به کره: ۲،۹۰۰،۰۰۰،۰۰۰ دلار آمریکا (لباس ، قطعات خودرو ، محصولات شیمیایی)